# Remember Everything
«Remember Everything» (с англ. — «Помню всё») — песня американской грув-метал-группы Five Finger Death Punch. Песня была выпущена как третий сингл из их третьего альбома American Capitalist и как двенадцатый сингл в общем. Песня занимала второе место в чарте Hot Mainstream Rock Tracks, десятое место в чарте «Billboard Rock Songs» и 25-е в чарте Billboard Alternative Songs.
Вдохновение на написание «Помню всё» дала песня, которую Джейсон и Джереми услышали по радио в ресторане.

## Предпосылки
Во время интервью с Melissa Maria на Rat TV, вокалист группы Айвен Муди заявил, что он написал песню, в которой говорится о мучениях из его жизни. Муди рассказал, что он и его родители никогда ни в чём не достигали общего согласия, даже сейчас его мать не одобряет его карьеру в музыке. Так что написание песни было способом выразить все эти мысли.

## Клип
Видеоклип, режиссёром которого выступил Emile Levisetti, начинается с того, что ребёнок в белой одежде рисует на полу в окружении белых стен. Он начинает рисовать то, что помнит из своей жизни, включая свой дом, родителей и события. Доказано, что он всегда был унижен родителями, а его отец — зависим от алкоголя. Он продолжал рисовать свои воспоминания по мере взросления. Он женится, идёт служить в армию и возвращается к не совсем идеальной жизни. Так же на протяжении всего видео показано, как в белой комнате у него случаются приступы ярости и страха. В конце концов он стареет и умирает в больнице. В момент смерти он роняет монету в 50 центов (ранее показанную висящей на его детском кресле, когда он был младенцем), которую поднимает санитар и кладёт себе в карман. Потом показано, как он входит в белую комнату (предположительно на небесах) снова, как ребёнок.
Участники группы не исполняют песню на видео, но всё же появляются в видео.

## Список композиций
Слова и музыка всех песен — Айвен Муди, Золтан Батори, Джейсон Хук, Джереми Спенсер и Кевин Черко.
| №  | Название              | Длительность |
| -- | --------------------- | ------------ |
| 1. | «Remember Everything» | 4:38         |
| 2. | «The Tragic Truth»    | 3:55         |

| №  | Название              | Длительность |
| -- | --------------------- | ------------ |
| 1. | «Remember Everything» | 4:38         |

## Места в чартах
| Чарты (2011–2012)                     | Наивысшая позиция |
| ------------------------------------- | ----------------- |
| US Bubbling Under Hot 100 (Billboard) | 23                |
| US Mainstream Rock Songs (Billboard)  | 2                 |
| US Alternative Songs (Billboard)      | 25                |
| US Rock Songs (Billboard)             | 9                 |
| US Heatseekers Songs (Billboard)      | 25                |

## Участники
- Золтан Батори – ритм-гитара и соло-гитара
- Джейсон Хук – соло- и ритм-гитара, бэк-вокал
- Айвен Муди – вокал
- Крис Каел – бас-гитара, бэк-вокал
- Джереми Спенсер – барабаны